# Walter Grubenmann
Walter Grubenmann (* 19. Februar 1920; † 25. Juli 1982 in Zürich) war ein Schweizer Fussballspieler.

## Karriere
Grubenmann gehörte von 1938 bis 1947 dem Grasshopper Club Zürich an, für den er in diesem Zeitraum in der Nationalliga zu 125 Einsätzen in Punktspielen kam.
Während seiner Vereinszugehörigkeit gewann er mit seinem Verein viermal die Schweizer Meisterschaft und fünfmal den Schweizer Cup. In den entscheidenden Finalspielen der Cupspielzeiten 1940 und 1942 erzielte er jeweils zwei Tore, die massgeblich zum Sieg der Grasshoppers beitrugen.
Abseits des Fussballs war Grubenmann vier Jahrzehnte für die Handelsbank N. W. in Zürich tätig und hatte dort zum Zeitpunkt seines Todes die Position eines stellvertretenden Direktors inne.

## Erfolge
- Schweizer Meister 1939, 1942, 1943, 1945
- Schweizer Cup-Sieger 1940, 1941, 1942, 1943, 1946